# Крупников, Александр Маркович
Александр Маркович Крупников (25 мая 1892 —  30 марта1976) — советский военачальник, командир 63-й горнострелковой дивизии в годы Великой Отечественной войны, генерал-лейтенант(1958).

## Начальная биография
Родился 21 мая 1892 года в деревне Залесье Жировицкой волости Слонимского уезда Гродненской губернии.
В 1908 году окончил начальное училище, затем работал на винокуренном заводе Микульского.

## Военная служба

### Первая мировая война
В октябре 1913 года призван на службу в Русскую императорскую армию. В 1914 году проходил обучение в  учебной команде 165-го пехотного Луцкого полка 42-й пехотной дивизии (г. Киев).
С началом Первой мировой войны воевал на Западном фронте в должностях отделенного и взводного командира, младшего и старшего унтер-офицера.
За  отличия по службе  произведен в чин подпрапорщика и с октября 1916 г. командовал взводом маршевой роты в 251-м запасном пехотном полку 11-й запасной пехотной бригады ( г. Москва).
Во время Октябрьской революции 1917 года в должности командира роты этого полка участвовал в боях против юнкеров, занимавших Красную площадь. При подавлении мятежа был ранен в руку и лечился в госпитале в Лефортове.

### Гражданская война
С мая 1918 года добровольно вступил в ряды РККА , был назначен командиром роты в 1-й Приволжский советский полк. С августа этого же года в составе 42-й стрелковый полк 2-й бригады 5-й стрелковой дивизии в должности командира роты, а затем командира батальона воевал против адмирала А.В. Колчака на Восточном фронте. В марте 1919 года под Уфой получил ранение. После лечения в самарском госпитале принял маршевую роту и убыл с ней на Южный фронт в 33-й Рабоче-крестьянский стрелковый полк 12-й стрелковой дивизии. В должности командира роты участвовал в боевых действиях с войсками Деникина на направлении ст. Лиски, Старый Оскол.
В октябре 1919 года заболел тифом, лечился в полевых госпиталях,  Пензенском госпитале, затем с января 1920 года командовал Отдельной Курганской караульной ротой, затем с октября командовал батальоном 265-го полка  23-й дивизии ВНУС. В составе полка зимой 1919-1920 годов участвовал в подавлении восстаний кулаков.
В 1921 году (май-сентябрь) обучался на политических курсах при 67-й отдельной бригаде в г. Уфа, после его был назначен сначала помощником начальника и впоследствии начальником этих курсов.
В мае 1922 года утвержден военкомом  2-го Симбирского стрелкового полка  в составе 1-й Казанской стрелковой дивизии. С сентября 1924 года исполнял должность помощника начальника политотдела дивизии.

### Межвоенный период
В 1925-1926 годах учился на курсах усовершенствования высшего начальствующего состава (КУВНАС) при Военной академии РККА им. М.В. Фрунзе, по окончании которых  принял командование  батальоном в 34-м стрелковом полку 12-й стрелковой им. Сибревкома дивизии Сибирского военного округа (г. Омск).
В 1928 году переведен в Закавказье на должность командира 2-го Кавказского стрелкового полка 1-й Кавказской стрелковой дивизии Кавказской Краснознаменной Армии. (г. Ахалцих)
С октября 1936 года  - начальник 6-го отдела штаба  Кавказской Краснознаменной Армии, а с декабря 1936 года был начальником 2-го отдела штаба Закавказского военного округа.
С 12 июля 1937 по 4 апреля 1938 года временно командовал 20-й горнострелковой дивизией (г. Ленинакан), после служил в штабе Закавказского военного округа инспектором вузов, а с июля 1939 года в должности начальника спецгруппы Военного совета округа.
Приказом НКО от 9.5.1940 года  комбриг А.М. Крупников назначен командиром 63-й горнострелковой дивизии им. М.В. Фрунзе Закавказского военного округа 
Член ЦИК Грузинской ССР (1929-1931гг.)

### Великая Отечественная война
В августе 1941 года командовал 63-й горнострелковой дивизией в походе в Иран. В сентябре назначен начальником Управления тыла и заместителем командующего 47-й армии, действовавшей в Иране.
После вывода штаба армии из Ирана  на Северный Кавказ назначен заместителем командующего 44-й армии. 
В ноябре 1941 года получил ранение.
В конце декабря 1941 - начале января 1942 года в составе Северо-Кавказского фронта участвовал  в Керченско-Феодосийской десантной операции, затем в боях на Керченском полуострове (с конца января 1942 года - на Крымском фронте). С 15 марта 1942 года  исполнял должность помощника командующего войсками Крымского фронта по формированиям.
После расформирования Крымского фронта, в июне 1942 года,  генерал-майор А.М. Крупников назначен начальником штаба Управления тыла Северо-Кавказского фронта. Месяцем позже  - начальником штаба Управления тыла Черноморской группы войск Закавказского фронта, а с 5 ноября - заместителем командующего по тылу и начальником тыла этой группы войск.
С апреля 1943 года А.М. Крупников исполнял должность начальника штаба Управления тыла Северо-Кавказского, затем Центрального (с 20 октября - Белорусского) фронтов.
С апреля 1944 года был заместителем командующего войсками Северо-Кавказского военного округа по материально-техническому обеспечению,  с 4 мая - заместителем командующего войсками по тылу и начальником тыла 38-й армии. В составе 38-й армии воевал до конца Великой Отечественной Войны. 
Участник Курской битвы, Орловской и Черниговско-Припятской наступательных операциий, Львовско-Сандомирской, Карпатско-Дуклинской, Западно-Карпатской, Моравска-Остравской и Пражской наступательных операций.

## В послевоенные годы
С марта 1947 года исполнял должность начальника тыла Восточно-Сибирского военного округа
С декабря 1948 года - начальник тыла Забайкальского военного округа, 
С сентября 1952 года - начальник тыла главкома войсками Дальнего Востока, с апреля 1953 г. - начальник тыла Дальневосточного военного округа. 
31 октября 1958 года  уволен в отставку.Скончался 30 марта 1976 года в Хабаровске.

## Воинские звания
- комбриг (1939)
- генерал-майор (1940) [b]
- генерал-лейтенант (1958)

## Награды

### Награды СССР
- Орден Ленина (21.02.1945),
- Два Ордена Кутузова 2 степени (25.08.1944,23.05.1945),
- Два Ордена Красного Знамени (13.12.1942, 03.11.1944),
- Орден Трудового Красного Знамени (1936)
- Два Ордена Красной Звезды (23.09.1943, 20.06.1949).
- Медаль «За оборону Кавказа» (01.05.1944)
- Медаль «За победу над Германией в Великой Отечественной войне 1941—1945 гг.»[4]

### Иностранные награды
- Орден Белого льва 3 степени
- Медаль «20-лет Словацкого восстания 1944 года»[5]